# Tomitarō Makino
Tomitarō Makino (牧野富太郎 Makino Tomitarō?,  Sakawa, Prefectura de Kochi; 24 de abril de 1862-Tokio, 18 de enero de 1957) fue un botánico pionero japonés con un notable trabajo taxonómico.

## Biografía
Tomitarō Makino nació en Sakawa, Kochi hijo de un comerciante de sake. Su padre muere a sus cuatro años, y su madre, teniendo seis; su abuela se encargó de su crianza. Aunque abandonó la escuela, después de dos años de estancia, sin embargo tenía un gran interés en seguir aprendiendo inglés, Geografía y sobre todo Botánica. En 1880, consiguió ser maestro de escuela primaria en su lugar de nacimiento, donde publicó su primera obra académico sobre Botánica.
En 1884, se trasladó a Tokio para continuar su vocación botánica en la Universidad de Tokio. Le fue permitido el acceso a las instalaciones de investigación por el Profesor Ryokichi Yatabe, y comenzó a publicar un diario de Botánica en 1887. Se casó en 1890 y tuvo 13 hijos.
En 1936, publicó el Libro de Botánica Makino, texto de Botánica de seis volúmenes, en el que describe 6000 especies, 1000 de las cuales él descubrió.
Su obra más conocido es su Flora Ilustrada del Japón, publicada en 1940, que actualmente se utiliza aún como texto enciclopédico.
En 1948, fue invitado al Palacio Imperial para impartir una lección de Botánica al Emperador Hirohito.
Después de su muerte en 1957, su colección de unos 400 000 especímenes fue donada a la Universidad Metropolitana de Tokio, al Herbarium Makino en Tokio y al Jardín Botánico del Monte Godai en su lugar de nacimiento, Kochi, se les dio su nombre, en su honor. También fue nombrado como Ciudadano Honorario de Tokio.
Se le denomina como el "Padre de la Botánica japonesa", y fue uno de los primeros botánicos japoneses en trabajar intensivamente clasificando las plantas del archipiélago japonés, usando el sistema por Linneo.  Sus investigaciones quedan plasmadas en 50.000 especímenes documentados, muchos de los cuales están representados en su Flora Ilustrada del Japón. A pesar de ser expulsado de la Escuela de Gramática, pudo obtener la graduación como Doctor en Ciencias y su cumpleaños es recordado en Japón, como el Día de la Botánica.

## Obras de Taxonomía
En total, Makino nombró a más de 2500 plantas, incluidas 1000 nuevas especies y 1500 nuevas variedades. Además, descubrió unas 600 nuevas especies.

## Algunas publicaciones
- Makino shokubutsugaku zenshū (El libro de Botánica de Makino) Sōsakuin, 1936)
- Makino shin Nihon shokubutsu zukan (La Nueva Flora Ilustrada del Japón de Makino), Hokuryūkan, 1989, ISBN 4-8326-0010-9

## Honores

### Epónimos
- (Adiantaceae) Anogramma makinoi (Maxim.) Christ in C.Chr.[1]
- (Apiaceae) Peucedanum makinoi Nakai[2]
- (Aquifoliaceae) Ilex makinoi Hara[3]
- (Asclepiadaceae) Vincetoxicum makinoi Honda[4]
- (Aspleniaceae) Asplenium makinoi (Yabe) Hayata[5]
- (Asteraceae) Senecio makinoi C.Winkl.[6]
- (Clusiaceae) Hypericum makinoi H.Lév.[7]
- (Crassulaceae) Sedum makinoi Maxim.[8]
- (Cyperaceae) Cyperus makinoi Nakai[9]
- (Droseraceae) Drosera makinoi Masam.[10]
- (Dryopteridaceae) Polystichum makinoi (Tagawa) Tagawa[11]
- (Elaeocarpaceae) Elaeocarpus makinoi Kaneh.[12]
- (Ericaceae) Azalea makinoi Makino[13]
- (Euphorbiaceae) Euphorbia makinoi Hayata[14]
- (Gentianaceae) Dasystephana makinoi (Kusn.) Soják[15]
- (Hymenophyllaceae) Trichomanes makinoi C.Chr.[16]
- (Lamiaceae) Satureja makinoi Kudo[17]
- (Leguminosae) Microlespedeza makinoi Tanaka[18]
- (Liliaceae) Lilium makinoi Koidz.[19]
- (Malvaceae) Hibiscus makinoi Y.Jotani & H.Ohba[20]
- (Orchidaceae) Oberonia makinoi Masam.[21]
- (Orchidaceae) Platanthera makinoi Yabe[22]
- (Pittosporaceae) Pittosporum makinoi Nakai[23]
- (Poaceae) Sasa makinoi Nakai[24]
- (Polygonaceae) Persicaria makinoi Nakai]][25]
- (Ranunculaceae) Isopyrum makinoi Nakai]][26]
- (Saxifragaceae) Mitella makinoi Hara[27]
- (Scrophulariaceae) Euphrasia makinoi Takeda[28]
- (Sterculiaceae) Waltheria makinoi Hayata[29]
- (Violaceae) Viola makinoi H.Boissieu[30]
- (Woodsiaceae) Diplazium makinoi Yabe, Matsum. & Hayata[31]
- La abreviatura «Makino» se emplea para indicar a Tomitarō Makino como autoridad en la descripción y clasificación científica de los vegetales.[32]
- El asteroide (6606) Makino fue nombrado así en su memoria.[33]